# Jan Reimershofer
Jan Reimershofer (27. nebo 28. prosince 1808 Holešov – 9. října 1876) byl rakouský podnikatel a politik české národnosti z Moravy, během revolučního roku 1848 poslanec Říšského sněmu, později emigroval do USA, působil v Texasu jako obchodník.

## Biografie
Pocházel z rodiny měšťanů z Holešova, potomků přistěhovalců, kteří na Moravu přišli v 16. století z Württemberska a původně se nazývali Reimers zu Hoffer. Jeho otec František Reimershofer byl váženým měšťanem v Holešově. Matka Inocencie, rozená Klášterníková, pocházela z Dubu na Moravě. Jan měl ještě bratra Jiřího. Vystudoval Piaristické gymnázium v Kroměříži. Měl touhu stát se malířem. Rodiče si naopak přáli, aby syn byl knězem, o což ovšem Jan nejevil zájem. Nakonec nastoupil na obchodní školu ve Vídni. Pak v hlavním městě zůstal po několik let a pracoval v různých obchodech. Později se vrátil do rodného města a otevřel si zde obchod se smíšeným zbožím. Ve Vizovicích se na trhu seznámil se svou budoucí manželkou Klárou, dcerou evangelického duchovního ze Zádveřic. Překonali počáteční nesouhlas rodičů a vzali se. Devět let po sňatku se přestěhovali z Holešova do Vizovic, kde také provozoval obchod a kromě toho měl i zemědělské hospodářství. Roku 1849 se uvádí jako Johann Reymershofer, obchodník z Vizovic. Byl kupec a měšťan z Vizovic. V roce 1848 zvolen za obecního radního ve Vizovicích. Ve Vizovicích bydlel od roku 1808. Roku 1851 založil malou továrnu na výrobu potaše ve Vizovicích (na obecním pozemku v Želechově). Podniku se říkalo salajka. Poté, co Reimershofer odjel do Ameriky, koupil jí Josef Čižmář, který tu výrobu potaše provozoval cca do roku 1875.
Během revolučního roku 1848 se zapojil do veřejného dění. Ve volbách roku 1848 byl zvolen i na ústavodárný Říšský sněm. Zastupoval volební obvod Vizovice. Tehdy se uváděl coby obchodník. Řadil se k sněmovní levici. Stal se pořadatelem moravského klubu slovanských poslanců na Říšském sněmu.
Později odešel do USA. Po rozpuštění Říšského sněmu byl totiž znechucen poměry v Rakousku. Začal si dopisovat s exulantským evangelickým duchovním Bergmannem a rozhodl se pro emigraci. 24. září 1854 svůj záměr uskutečnil, když se nalodil v Brémách na zaoceánskou loď i se svou manželkou a pěti dětmi Klárou, Zdeňkou, Otýlií, Janem a Gustavem. Po devíti týdnech dorazili do Galvestonu. 6. ledna 1855 pak přijeli do texaské obce Cat Spring, kde byli přivítáni Bergmannem. Pronajali si malý dům a začali obchodovat. Dařilo se jim a brzy si koupili dům a farmu a zřídili si obchod. Farmu ale po kratší době prodali a věnovali se výlučně obchodu. V roce 1859 se přestěhovali do vesnice Alleyton v Colorado County v Texasu. Během americké občanské války Reimershofer sympatizoval se Severem a prožil proto těžké chvíle, když se zhoršily vztahy s jeho sousedy a obecně se zhoršila ekonomická situace. Jeho syn Jan začal tehdy podnikat s německým velkoobchodníkem Dausem v Matamoros v Mexiku. Později se k němu připojil i bratr Gustav a vedení obchodu tak zůstalo na samotném Janu Reimershoferovi. Po válce se synové vrátili do Galvestonu, kam se za nimi přistěhoval i otec Jan Reimershofer a zřídili firmu na dovoz porcelánu a skla z jejich původní vlasti. Jan Reimershofer zemřel v říjnu 1876. Synové pokračovali v podnikání.